# Armie Hammer
Armand Douglas „Armie“ Hammer (* 28. srpna 1986) je americký herec. Mezi jeho nejznámější role patří bratři Winklevossové ve filmu Sociální síť, Clyde Tolson v J. Edgarovi, princ ve Sněhurce, titulní postava ve filmu Osamělý jezdec a Illya Kuryakin v Krycí jméno U.N.C.L.E.

## Životopis
Narodil se v Los Angeles v Kalifornii. Jeho matka Dru Ann (za svobodna Mobley) pracovala jako bankovní úřednice a otec Michael Armand Hammer vlastní několik společností, včetně Knoedler Publishing a Armand Hammer Productions (filmová a televizní produkční společnost). Má mladšího bratra Viktora.
Jeho praděd z otcovy strany byl ropný magnát a filantrop Armand Hammer. Armandovi rodiče byli židovští imigranti z Ruska a Armandův otec, Julius Hammer, „založil komunistickou stranu v New Yorku“. Jeho prababičkou z otcovy strany byla ruská herečka a zpěvačka Olga Vadimovna Vadina (známá jako Von Root), dcera carského generála. Jeho babička z otcovy strany pocházela z Texasu, zatímco ta z matčiny strany z Tulsy v Oklahomě. Hammer prostředí, kde vyrůstal jako „napůl židovské“. V roce 2013 genealogický výzkum od pracovníků Ancestry.com uvedl, že jeho dávným předkem byl velitel indiánské skupiny, Kanagatucko.
Po několik let žil v Dallasu v enklávě Highland Park. Když mu bylo sedm let, tak se s rodinou přestěhovala na Kajmanské ostrovy, kde zůstali pět let a pak se opět přesídlili do Los Angeles. Navštěvoval Faulknerovu akademii na Bahamách, Křesťanskou akademii na Kajmanských ostrovech (škola, kterou založil jeho otec) a později šel na losangeleskou křesťanskou školu v San Fernando Valley, ale opustil ji, aby se mohl věnovat herecké kariéře. Následně chodil na vysokoškolské přednášky.

## Kariéra
Objevil se v menších rolích v seriálech Veronica Mars, Super drbna, Ďáblův sluha a Zoufalé manželky. V říjnu 2008 Hammer ztvárnil roli evangelisty Billyho Grahama ve filmu Billy: The Early Years, což mu vyneslo nominaci na cenu Grace Award v kategorii „víra a hodnoty“. Ztvárnil Harrisona Bergerona v krátkém filmu 2081, založeném na povídce „Harrison Bergeron“ od Kurta Vonneguta. Film měl premiéru na Mezinárodním filmovém festivalu v Seattlu.
V roce 2007 si ho po dlouhém hledání vybral George Miller jako představitele Bruce Wayna a Batmana ve filmu Justice League: Mortal, který měl režírovat, ale nakonec od projektu odstoupil.
V roce 2010 se objevil ve filmu Davida Finchera, Sociální síť, který pojednává o vzniku Facebooku. Ztvárnil zde jednovaječná dvojčata Camerona a Tylera Winklevossovi. Kvůli roli se musel naučit veslovat na obou stranách lodi, aby mohl ztvárnit dvojčata, kteří jsou veslařští šampioni.
Dále se objevil ve filmu Clinta Eastwooda, J. Edgar a po boku Julie Roberts a Lily Collins ztvárnil prince ve filmu Sněhurka. V lednu 2012 namluvil Winklevossova dvojčata v epizodě seriálu Simpsonovi s názvem Asociální síť.
V roce 2013 si zahrál po boku Johnnyho Deppa hlavní roli ve filmu Osamělý jezdec. V roce 2015 ztvárnil ruského agenta Ilyu Kuryakina ve filmu Guye Ritchieho, Krycí jméno U.N.C.L.E.
V roce 2021 byla proti Hammerovi vznesena obvinění ze sexuálního zneužívání a kanibalistického fetišismu, včetně obvinění z BDSM bez souhlasu, znásilnění, fyzického a emocionálního týrání. Hammer obvinění popřel a označil je za „online útok“. Později sám odešel z budoucích projektů a jeho herecká agentura a publicista s ním přerušili spolupráci. 

## Osobní život
V rozhovoru z roku 2008 ohledně své náboženské víry řekl: „Mám svůj vlastní duchovní život a velice ho oceňuji.“
Dne 22. května 2010 si vzal herečku Elizabeth Chambers a fotky z jejich svatby se objevily v následujícím roce v lednovém vydání časopisu Town & Country. Dvojice se seznámila prostřednictvím hercova kamaráda, umělce Tylera Ramseyho. Dne 1. prosince 2014 se manželům narodilo první dítě, dcera Harper. Od roku 2020 spolu pár nežije. Jeho manželka se po zveřejnění obvinění ze sexuálního obtěžování rozhodla podat žádost o rozvod.
V roce 2012 uvedl, že když byl vyhozen ze střední školy a začal s herectvím, tak ho jeho rodiče pro „všechny záměry a účely“ zapřeli, ale že nyní ho podporují a jsou hrdí na něj i na jeho práci.

## Filmografie

### Film
| Rok           | Název                  | Role                          | Poznámky            |
| ------------- | ---------------------- | ----------------------------- | ------------------- |
| 2006          | Flicka                 | Prefekt                       |                     |
| 2008          | Zatmění                | Tommy                         |                     |
| 2008          | Billy: The Early Years | Billy Graham                  |                     |
| 2009          | Jarní prázdniny        | Kluk v Abercrombie            |                     |
| 2009          | 2081                   | Harrison Bergeron             | Krátký film         |
| 2010          | Sociální síť           | Cameron a Tyler Winklevossovi |                     |
| 2011          | J. Edgar               | Clyde Tolson                  |                     |
| 2012          | Sněhurka               | princ Andrew Alcott           |                     |
| 2012          | The Polar Bears        | Zook                          |                     |
| 2013          | Osamělý jezdec         | John Reid                     |                     |
| 2015          | Vincentův svět         | Sám sebe                      |                     |
| 2015          | Krycí jméno U.N.C.L.E. | Illya Kuryakin                |                     |
| 2016          | Zrození národa         | Samuel Turner                 |                     |
| 2016          | Křížová palba          | Ord                           |                     |
| 2016          | Mine                   | Mike Stevens                  |                     |
| 2016          | Noční zvířata          | Hutton Morrow                 |                     |
| 2017          | Dej mi své jméno       | Oliver                        |                     |
| 2017          | Finální portrét        | James Lord                    |                     |
| 2017          | Auta 3                 | Jackson Storm (hlas)          |                     |
| 2018          | Hotel Mumbai           | David                         |                     |
| 2018          | Sorry to Bother You    | Steve Lift                    |                     |
| 2018          | On the Basis of Sex    | Martin D. Ginsburg            |                     |
| 2019          | Rány                   | Will                          |                     |
| 2020          | Rebeka                 | Maxim de Winter               |                     |
| 2020          | Query                  | Jim                           | krátkometrážní film |
| 2021          | Crisis                 | Jake Kahane                   |                     |
| 2022          | Smrt na Nilu           | Simon Doyle                   |                     |
| bude oznámeno | Next Goal Wins         | bude oznámeno                 |                     |

### Televize
| Rok  | Název                | Role                                 | Poznámky                       |
| ---- | -------------------- | ------------------------------------ | ------------------------------ |
| 2005 | Arrested Development | Student                              | díl: „The Immaculate Election" |
| 2006 | Veronica Mars        | Kurt                                 | díl: „Wichita Linebacker"      |
| 2007 | Zoufalé manželky     | Barrett                              | díl: „Distant Past"            |
| 2009 | Ďáblův sluha         | Morgan                               | 5 dílů                         |
| 2009 | Super drbna          | Gabriel Edwards                      | 4 díly                         |
| 2012 | Simpsonovi           | Cameron a Tyler Winklevossovi (hlas) | díl: „Asociální síť"           |
| 2012 | Americký táta        | Prodejce aut (hlas)                  | díl: „The Wrestler"            |
| 2020 | Jsme, jací jsme      | pracovník v jídelně                  | díl: Right Here, Right Now #6  |